# Paraclius latifacies
Paraclius latifacies är en tvåvingeart som beskrevs av Hardy 1939. Paraclius latifacies ingår i släktet Paraclius och familjen styltflugor. Inga underarter finns listade i Catalogue of Life.